# Пірі Мехмед-паша
Пірі Мехмед-паша (тур. Pîrî Mehmed Paşa; пом. 1533, Селімбрія, Стамбул, Османська імперія) — великий візир Османської імперії в 1518-1523.

## Життєпис
Народився в сім'ї мюдериса аксарайського медресе Зінджиріє й, імовірно, був правнуком відомого улема Ахмеда Челебі. По матері Пірі Мехмед був нащадком Мевляни Хазаматюдина. Точних даних про місце народження немає, але історики припускають, що народився він у Амасьї або Аксарає. Навчався в медресе в Амасьї. Пізніше був найнятий писарем і став підніматися по кар'єрних сходах. Пірі-паша послідовно був призначений суддею в Софію, Сіліврі, Серез і Галату. Пізніше був призначений попечителем імарета Мехмеда Фатіха в Стамбулі. У 1508 році Баязид II призначив Пірі Мехмеда скарбничим Анатолії.
Взяв участь у Чалдиранській битві. Тут він був помічений султаном Селімом Явузом. Відразу після перемоги над персами великий візир Дукакіноглу Ахмед-паша був звинувачений у зраді і страчений. Крім того, був знятий з посади третій візир Мустафа-паша. Пірі-паша зайняв його посаду. У 1516 році в п'ятий і останній раз був знятий з посади Герсеклі Ахмед-паша; його місце зайняв Хадим Сінан-паша, а Пірі Мехмед призначений другим візиром.
У 1517 очолив експедицію в Єгипет, метою якої була переправлення зброї і цінностей з Александрії в Стамбул. Експедиція виявилася досить успішною, і Пірі Мехмед, який перебував тоді в Дамаску, замінив на посаді великого візира Юнуса-пашу.
Після смерті султана Селіма Пірі Мехмед-паша залишався на посаді великого візира ще три роки. У 1523 році Сулейман Пишний відправив Пірі-пашу на пенсію. Незадовго до цього Пірі Мехмед брав участь у двох важливих подіях: завоювання Белграда і завоювання Родосу. Крім того, Пірі-паша наполіг на розвиток морського флоту. Приводом для відставки послужив вік Пірі Мехмеда. На своє місце він рекомендував другого візира Ахмеда-пашу. Але Сулейман вирішив інакше, і посаду великого візира зайняв Паргали Ібрагім-паша.
Пірі Мехмед-паша оселився у Сіліврі, де і помер у 1533. Похований у комплексі, побудованому на власні кошти.

## Спадщина
Пірі Мехмед, як і багато політиків того часу, займався благодійністю. По всьому Стамбулу він будував мечеті, навчальні та благодійні заклади. У Сіліврі знаходиться комплекс Пірі Мехмеда, в який входять мечеть, медресе, імарет, мектеб, тюрбе. Тут же знаходиться і його могила. Крім того, він займався будівництвом в різних частинах імперії: імарет у Белграді; мечеть імарет і текке в Коньї; мектеб в Аксараї. В Анатолії і Румелії він фінансував благодійні організації і створив кілька вакфів.

## Кіновтілення
- У  турецькому телесеріалі «Величне століття. Роксолана» роль Мехмеда-паші виконує Аріф Еркін Гюзельбейоглу.
- У  турецькому телесеріалі «Хюррем Султан» (2003) роль Мехмеда-паші виконує Айберк Атілла.